# ¿Quién es el jefe?
¿Quién es el jefe? è una serie televisiva, mandata in onda per la prima volta il 18 aprile 2005 sul canale argentino Telefe. È un adattamento della produzione statunitense Who's the boss?.

## Trama
Un giorno un ragazzo di 21 anni, Enzo, conosce una bella ragazza di nome Mona, ma lei non è innamorata di lui, e così si trasferisce in un'abitazione più lontana. Enzo ha delle amiche, Manuela e Natalia, ma non le vuole più, perché sono "troppo femmine" per lui, e così decide di trasferirsi anche lui nella zona dove abita Mona. Lui suona al suo campanello e la trova col fidanzato, Facundo, che fa di tutto per allontanarlo da Mona. A febbraio però Mona decide di dire a Facundo di lasciarla in pace; lui pensa che voglia tornare con Enzo, ma lei dice di no, perché vorrebbe avere un figlio da un'altra parte ...

## Attori secondari
Rafael Ferro, Segundo Cernadas, Mercedes Funes, Ignacio Gadano, Gabriela Sari, Viviana Saccone, Gustavo Monje, Marcos Mundstock, Sebastian Mogordoy, Luis Gianneo, Marina Vollman, Fabio Aste, Alicia Aller, Camila Bordonaba.